# ماريو أوهارا
ماريو أوهارا هو كاتب سيناريو ومخرج فلبيني، ولد في 20 أبريل 1946 في مدينة زامبوانجا في الفلبين، وتوفي في 26 يونيو 2012 في باساي في الفلبين بسبب ابيضاض الدم.

## وصلات خارجية
- ماريو أوهارا على موقع IMDb (الإنجليزية)
- ماريو أوهارا على موقع ألو سيني (الفرنسية)
- ماريو أوهارا على موقع أول موفي (الإنجليزية)
- ماريو أوهارا على موقع قاعدة بيانات الفيلم (الإنجليزية)
- ماريو أوهارا على موقع كينوبويسك (الروسية)